# Embacang (Lubuk Keliat)
Embacang is een bestuurslaag in het regentschap Ogan Ilir van de provincie Zuid-Sumatra, Indonesië. Embacang telt 722 inwoners (volkstelling 2010).